# Maud Holland
Maud Holland (c. 1354 - 1392), baronne de Courtenay et comtesse de Saint-Pol, est la fille de Thomas Holland et de Jeanne de Kent et la demi-sœur de Richard II d'Angleterre.

## Biographie
Maud Holland est née vers 1354. Elle est la deuxième fille de Thomas Holland et de Jeanne de Kent. Elle est la sœur cadette de Jeanne Holland, duchesse de Bretagne, de Thomas Holland, 2e comte de Kent, et de Jean Holland, 1er duc d'Exeter. Après la mort de son père en 1360, sa mère épouse Édouard de Woodstock, prince de Galles. Maud est donc la demi-sœur du futur roi d'Angleterre Richard II.
Son beau-père convient en octobre 1362 avec Hugh de Courtenay, 10e comte de Devon, de ses fiançailles avec le petit-fils et héritier du comte, Hugh de Courtenay. Le comte de Devon promet d'attribuer à Maud une rente de 200 marks et les manoirs de Sutton Courtenay dans le Berkshire et de Waddesdon dans le Buckinghamshire. En retour, Édouard s'engage à verser au comte la somme de 4 000 marks en quatre échéances. L'accord reçoit la dispense du pape Urbain V et l'approbation du roi Édouard III.
Vers le milieu de l'année 1364, Maud et son frère Thomas, qui doit épouser Alice FitzAlan, fille de Richard Fitzalan, 3e comte d'Arundel, sont escortés en Angleterre depuis la cour d'Édouard en Aquitaine pour leurs mariages . Le mariage de Maud a lieu avant février 1365, lorsque les manoirs lui sont accordés. Il est probable qu'elle reste quelque temps auprès de sa mère car elle a alors une dizaine d'années  et les dangers de la consommation du mariage pour les jeunes filles sont bien connus. Maud et Hugh n'ont pas d'enfants et Hugh meurt en février 1374 ,.
Bien que Richard II, qui a succédé à Édouard III, semble être peu intéressé par Maud, il la nomme dame de l'Ordre de la Jarretière le 23 avril 1378. Seules deux femmes avaient auparavant reçu cet honneur et Maud est l'une des huit proches parentes du roi investies ce jour-là, avec sa mère. Lors de son investiture, elle reçoit un chapelet en or de la part de Jean de Gand, l'oncle du roi.
En 1380, Maud épouse Waléran III de Luxembourg-Ligny, et vit ensuite dans le comté de Saint-Pol, l'une des propriétés de son époux. Le couple a une fille, Jeanne (morte en 1407), qui épouse Antoine de Brabant en 1401.
Maud meurt en 1392 et ses funérailles ont lieu à l'Abbaye de Westminster le 23 avril 1392 en présence de Richard II. Elle est apparemment inhumée en l'abbaye mais l'emplacement de sa tombe n'est pas connu.